# Yoanner Negrín
Yoanner Negrín Pérez (nacido el 29 de abril de 1984) es un lanzador cubano de béisbol profesional que juega para los Leones de Yucatán de la Liga Mexicana de Béisbol.
Fue firmado por los Cachorros como agente libre el 25 de julio de 2011 y comenzó su carrera profesional con los Arizona League Cachorros. En 2012 pasó la mayor parte de la temporada cedido a la Liga Mexicana donde lanzó en 24 juegos (con 16 aperturas) para los Olmecas de Tabasco.
En el 2013 jugó en el Clásico Mundial de Béisbol con la Selección de España.
En 2015 fue cedido vía préstamo por parte de los Iowa Cubs a los Leones de Yucatán, y en 2016 fue cedido de forma definitiva a los mismos Leones, teniendo una excelente temporada al terminar como líder de victorias en la Liga Mexicana de Béisbol con récord de 18-1.